# Yalemzerf Yehualaw
Yalemzerf Yehualaw Densa (Filote Seam, Etiòpia, 3 d'agost de 1999) és una corredora de fons etíop. Guanyadora de la Marató de Londres el 2022, Yehualaw és l'actual posseïdora del rècord mundial a la cursa de 10 quilòmetres en carretera i ocupa el segon lloc a la llista mundial de tots els temps a la mitja marató. També figura al setè lloc a la llista mundial de tots els temps per a la marató.
Yehualaw va registrar el debut de marató femení més ràpid de la història a la Marató d'Hamburg del 2022.

## Trajectòria
El 2019, amb vint anys, Yalemzerf Yehualaw va representar Etiòpia als Jocs Panafricans celebrats a Rabat, al Marroc i va guanyar la prova de mitja marató femenina, batent el rècord dels Jocs amb un temps d'1:10:26. El mateix any, també va guanyar la 'Great Ethiopian Run' a Addis Abeba (10 quilòmetres de cursa en carretera) establint un nou rècord de recorregut amb 31:55.
Va guanyar la medalla de bronze a la mitja marató femenina al Campionat del Món de Mitja Marató 2020 celebrat a Gdynia, a Polònia.
L'agost de 2021, Yehualaw va competir a la Mitja Marató de la Costa d'Antrim a Irlanda del Nord, establint un nou rècord mundial amb 63m 44s, la primera marca femenina de menys de 64 minuts no ratificada perquè el recorregut era 54 metres més curta. Va córrer legalment, amb 63m 51s, l'octubre a la Mitja Marató de València, aconseguint així la segona marca a la llista mundial de tots els temps, darrere del seu company d'equip Letesenbet Gidey, que va establir un rècord mundial en aquesta cursa.

## Des del 2022
Al gener, després d'haver de retirar-se dels 10 km de València dues setmanes abans, Yehualaw va millorar el seu propi rècord de curs a la Great Ethiopian Run amb un temps de 31:17.
El 27 de febrer, va tornar a córrer 10 quilòmetres i va establir un nou rècord mundial a l'esdeveniment femení de Castelló, Espanya, reduint 24 segons de la marca encara no ratificada de la bahrain Kalkidan Gezahegne des del 2021, amb un cronometratge de 29 minuts i 14 segons. Aleshores, Joyciline Jepkosgei de Kenya ostentava el rècord ratificat de 29:43, establert el 2017. Només dues dones havien córrer més de pressa a la distància a la pista.
A l'abril, en la seva esperada primera marató, Yehualaw va aconseguir el debut de marató femení més ràpid de la història amb 2:17:23 a la Marató d'Hamburg, batent el rècord d'Etiòpia, i posant-se sisena del món a la llista de tots els temps. Va guanyar per gairebé nou minuts (al voltant de tres quilòmetres) en condicions de fort vent.
La jove de 23 anys va defensar amb èxit el seu títol de Mitja Marató de la Costa d'Antrim a l'agost, establint el rècord de tots els participants del Regne Unit amb el seu cinquè temps més ràpid de 64m 22s.
El 2 d'octubre, Yehualaw va aconseguir la seva primera victòria en una gran marató del món a la Marató de Londres 2022, convertint-se en la guanyadora femenina més jove de l'esdeveniment de Londres. Va aconseguir arribar a meta amb un temps de 2:17:26, a només tres segons de la seva marca personal, fins i tot després de caure a falta d'uns 10 km per al final. A partir d'aquell moment, ben aviat es va distanciar de Joyciline Jepkosgei que va acabar en segon lloc. El seu temps de finalització va ser la tercera marca femenina més ràpida en la història de l'esdeveniment, només per darrere dels rècords mundials establerts per Paula Radcliffe (2:15:25) i Mary Keitany (2:17:01).

## Palmarés
| Representant Etiòpia   | Representant Etiòpia              | Representant Etiòpia                | Representant Etiòpia | Representant Etiòpia | Representant Etiòpia | Representant Etiòpia |
| Any                    | Competició                        | Seu                                 | Posició              | Tipus                | Temps                |                      |
| ---------------------- | --------------------------------- | ----------------------------------- | -------------------- | -------------------- | -------------------- | -------------------- |
| 2019                   | African Games                     | Rabat, Marroc                       | 1a                   | Mitja marató         | 1:10:26              |                      |
| 2020                   | World Half Marathon Championships | Gdynia, Polònia                     | 3rd                  | Mitja marató         | 1:05:19              |                      |
| 2020                   | World Half Marathon Championships | Gdynia, Polònia                     | 1a                   | Cursa en equip       | 3:16:39              |                      |
| Grans Maratons del Món |                                   |                                     |                      |                      |                      |                      |
| 2022                   | Marató de Londres                 | Londres, Regne Unit                 | 1a                   | Marató               | 2:17:26              |                      |
| Altres competicions    |                                   |                                     |                      |                      |                      |                      |
| 2019                   | Marató Internacional de Rabat     | Rabat, Marroc                       | 1a                   | Mitja marató         | 1:09:13              |                      |
| 2019                   | Mitja marató de Delhi             | Nova Delhi, Índia                   | 2a                   | Mitja marató         | 1:06:01              |                      |
| 2019                   | Great Ethiopian Run               | Addis Ababa, Etiòpia                | 1a                   | 10 km                | 31:55                |                      |
| 2019                   | Xiamen International Marathon     | Xiamen, Xina                        | 1a                   | Mitja marató         | 1:07:34              |                      |
| 2020                   | Ras Al Khaimah Half Marathon      | Ras Al Khaimah, UAE                 | 6a                   | Mitja marató         | 1:06:35              |                      |
| 2020                   | Mitja marató de Delhi             | Nova Delhi, Índia                   | 1a                   | Mitja marató         | 1:04:46              |                      |
| 2020                   | San Silvestre Vallecana           | Madrid, Espanya                     | 1a                   | 10 km                | 31:17                |                      |
| 2021                   | Mitja marató d'Istanbul           | Istanbul, Turquia                   | 2n                   | Mitja marató         | 1:04:40              |                      |
| 2021                   | Antrim Coast Half Marathon        | Larne, Irlanda del Nord             | 1a                   | Mitja marató         | 1:03:44              |                      |
| 2021                   | Mitja marató de València          | València, País Valencià             | 2a                   | Mitja marató         | 1:03:51              |                      |
| 2022                   | Great Ethiopian Run               | Addis Ababa, Etiòpia                | 1a                   | 10 km                | 31:17                |                      |
| 2022                   | 10K FACSA Castelló                | Castelló de la Plana, País Valencià | 1a                   | 10 km                | 29:14                |                      |
| 2022                   | Marató de Hamburg                 | Hamburg, Alemanya                   | 1a                   | Marató               | 2:17:23              |                      |
| 2022                   | Antrim Coast Half Marathon        | Larne, Irlanda del Nord             | 1a                   | Mitja marató         | 1:04:22              |                      |